# Gambit Hậu không tiếp nhận, Bẫy Elephant

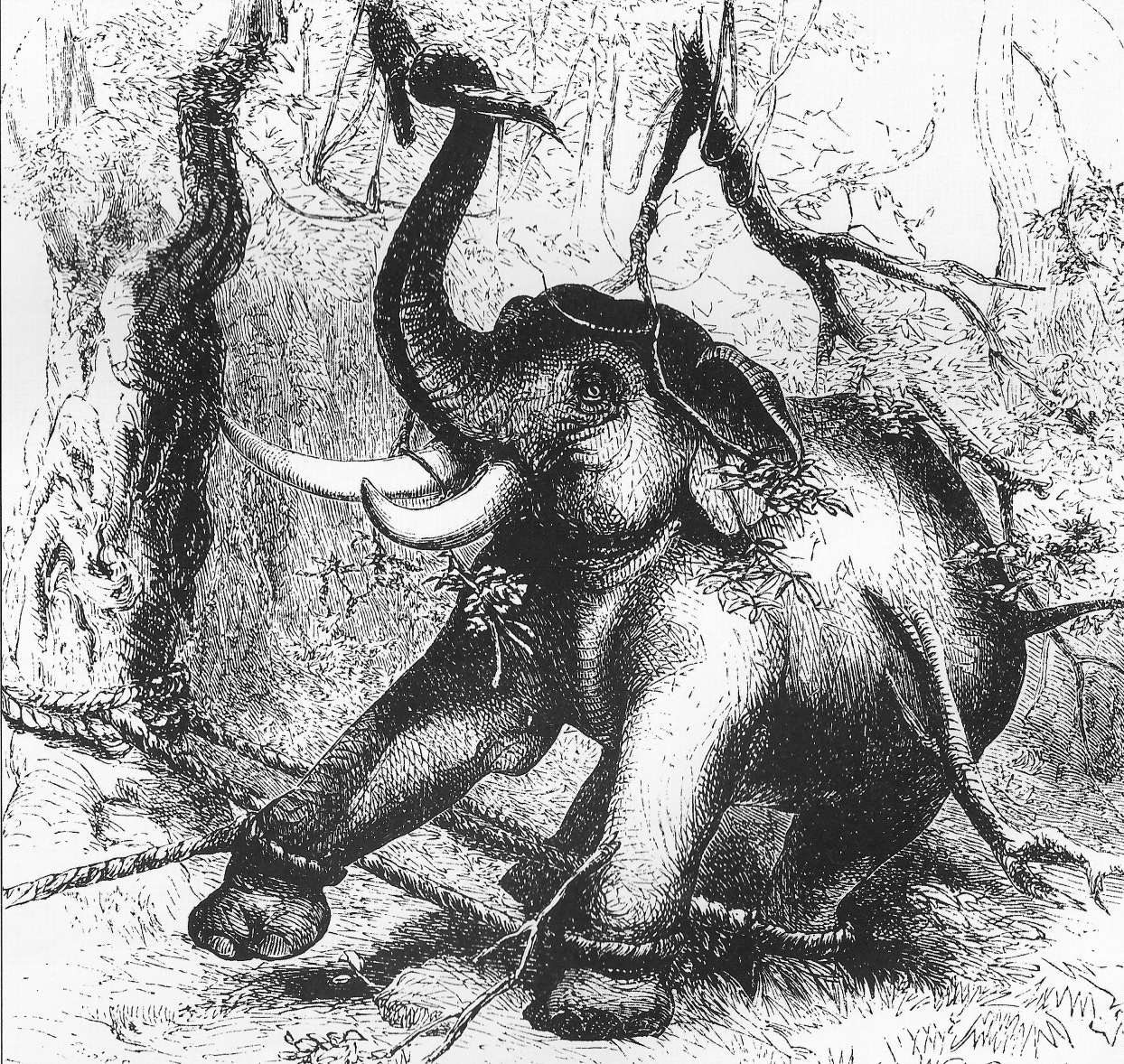
Cái giá mà Trắng phải trả khi rơi vào bẫy Elephant là quân Mã cánh Hậu.

Trong cờ vua, Bẫy Elephant (elephant - nghĩa đen: con voi) là một nỗ lực bất thành của Trắng nhằm ăn hơn một Tốt trong một phương án phổ biến của khai cuộc Gambit Hậu không tiếp nhận (QGD). Cái bẫy này đã bẫy thành công hàng ngàn người chơi, nhìn chung đa phần là nghiệp dư.
Tình huống xuất hiện cái bẫy này sớm nhất ghi nhận được có lẽ là trong ván đấu giữa Karl Mayet và Daniel Harrwitz, diễn ra tại Berlin năm 1848.

## Cái bẫy
1. d4 d5 2. c4 e6 3. Mc3 Mf6 4. Tg5 Mbd7
Trình tự nước đi như thế này thường chỉ ra rằng Đen có ý định chơi Phòng thủ Cambridge Springs với 5.Mf3 c6 6.e3 Ha5, nhưng cũng có thể là Phòng thủ Orthodox nếu Đen chơi...Te7. (phòng thủ Cambridge Springs là diễn biến chưa được phát minh vào thời đại ván đấu Mayet–Harrwitz.)
Đen thiết lập bẫy; nếu Trắng thử ăn hơn Tốt bằng...
5. cxd5 exd5 6. Mxd5?? (hình thứ nhất) 
Trắng nghĩ rằng Mã Đen ở f6 đang bị giằng (ghim) với Hậu ở đằng sau và không thể di chuyển. Nhưng
6... Mxd5! 7. Txd8 Tb4+ (hình thứ hai) 
Trắng chỉ có một cách duy nhất để hóa giải nước chiếu đó là chấp nhận mất Hậu.
8. Hd2 Txd2+
Hoặc như Harrwitz đã chơi 8...Vxd8, ý định 9...Txd2+.
9. Vxd2 Vxd8
Và Đen hơn một quân nhẹ (Mã cánh Hậu của Trắng).